# Chầu Bà Đệ Tứ Khâm Sai
Chầu Bà Đệ Tứ Khâm Sai (Hán-Nôm: 朝婆第四欽差) hay còn gọi là Chầu Đệ Tứ (朝第四) hoặc Chiêu Dung Công Chúa hay Mai Hoa Công Chúa là một vị Thánh trong Đạo Mẫu Tứ phủ Việt Nam, người đứng thứ tư trong hàng Tứ Phủ Chầu Bà.

## Các đền thờ chính
Hiện có 4 nơi thờ tự chính như sau:
- Đền Khâm Sai tại xã An Thái, nay là xã Kim Thái, huyện Vụ Bản, tỉnh Nam Định, nằm trong quần thể Di tích Phủ Dầy.
- Đền Mẫu Bát Tràng. Ở địa điểm thứ hai này, Chầu bà giáng sinh vào nhà Đồng Tâm Trần Thị người làng Bát Tràng sống trong khoảng thời gian từ năm Mậu Thìn (1568) tới năm Ất Dậu (1585). Hàng năm, tiệc đản hóa đều tổ chức vào ngày 24 tháng 9 âm lịch. Làng Bát Tràng tổ chức hội Đền Mẫu Bát Tràng trong 3 ngày từ 22 tháng 9 tới hết ngày 24 tháng 9 âm lịch.
- Đền Chầu Đệ Tứ tại phường Bồ Đề quận Long Biên (nơi thờ vọng).
- Đền Chầu Đệ Tứ tại Hà Trung, Thanh Hóa.